# Akrozin
Akrozin (EC 3.4.21.10, akrozomalna proteinaza, akrozonaza, alfa-akrozin, beta-akrosin, upsilon-akrosin, akrozinska amidaza) je enzim. Ovaj enzim katalizuje sledeću hemijsku reakciju
Selektivno odvajanje: Arg-, Lys-
Ovaj enzim je izolovan iz spermatozoida.

## Literatura
- Elce JS, McIntyre EJ (1982). „Purification of bovine and human acrosin”. Can. J. Biochem. 60 (1): 8—14. PMID 6802470. doi:10.1139/o82-002.
- X, Zheng; Geiger M; Ecke S (1994). „Inhibition of acrosin by protein C inhibitor and localization of protein C inhibitor to spermatozoa”. Am. J. Physiol. 267 (2 Pt 1): C466—72. PMID 7521127.
- K, Kimura; Wakamatsu A; Suzuki Y (2006). „Diversification of transcriptional modulation: Large-scale identification and characterization of putative alternative promoters of human genes”. Genome Res. 16 (1): 55—65. PMC 1356129 . PMID 16344560. doi:10.1101/gr.4039406.
- Klemm U, Müller-Esterl W, Engel W (1991). „Acrosin, the peculiar sperm-specific serine protease”. Hum. Genet. 87 (6): 635—41. PMID 1937464.
- Kim J, Bhinge AA, Morgan XC, Iyer VR (2005). „Mapping DNA-protein interactions in large genomes by sequence tag analysis of genomic enrichment”. Nat. Methods. 2 (1): 47—53. PMID 15782160. doi:10.1038/nmeth726.
- Moreno RD, Hoshi M, Barros C (1999). „Functional interactions between sulphated polysaccharides and proacrosin: implications in sperm binding and digestion of zona pellucida”. Zygote. 7 (2): 105—11. PMID 10418103. doi:10.1017/S0967199499000453.
- RZ, Liu; Lu YL; Xu ZG (2003). „[The effect of semen antisperm antibody on human sperm acrosin activity]”. Zhonghua Nan Ke Xue. 9 (4): 252—3. PMID 12931362.
- Steven FS, Griffin MM, Chantler EN (1982). „Inhibition of human and bovine sperm acrosin by divalent metal ions. Possible role of zinc as a regulator of acrosin activity”. Int. J. Androl. 5 (4): 401—12. PMID 6815104. doi:10.1111/j.1365-2605.1982.tb00270.x.
- MarÃ SI, Rawe V, Biancotti JC, (2003). „Biochemical and molecular studies of the proacrosin/acrosin system in patients with unexplained infertility”. Fertil. Steril. 79 Suppl 3: 1676—9. PMID 12801583. soft hyphen character у |author= на позицији 5 (помоћ)
- Glogowski J, Demianowicz W, Piros B, Ciereszko A (1998). „Determination of acrosin activity of boar spermatozoa by the clinical method: optimization of the assay and changes during short-term storage of semen”. Theriogenology. 50 (6): 861—72. PMID 10734459. doi:10.1016/S0093-691X(98)00191-5.
- Furlong LI, Veaute C, Vazquez-Levin MH (2005). „Binding of recombinant human proacrosin/acrosin to zona pellucida glycoproteins. II. Participation of mannose residues in the interaction”. Fertil. Steril. 83 (6): 1791—6. PMID 15950652. doi:10.1016/j.fertnstert.2004.12.043.
- Furlong LI, Harris JD, Vazquez-Levin MH (2005). „Binding of recombinant human proacrosin/acrosin to zona pellucida (ZP) glycoproteins. I. Studies with recombinant human ZPA, ZPB, and ZPC”. Fertil. Steril. 83 (6): 1780—90. PMID 15950651. doi:10.1016/j.fertnstert.2004.12.042.
- Hartley JL, Temple GF, Brasch MA (2000). „DNA Cloning Using In Vitro Site-Specific Recombination”. Genome Res. 10 (11): 1788—95. PMC 310948 . PMID 11076863. doi:10.1101/gr.143000.
- JE, Collins; Wright CL; Edwards CA (2004). „A genome annotation-driven approach to cloning the human ORFeome”. Genome Biol. 5 (10): R84. PMC 545604 . PMID 15461802. doi:10.1186/gb-2004-5-10-r84.
- C, Dubé; Leclerc P; Baba T (2005). „The proacrosin binding protein, sp32, is tyrosine phosphorylated during capacitation of pig sperm”. J. Androl. 26 (4): 519—28. PMID 15955892. doi:10.2164/jandrol.04163.
- RL, Strausberg; Feingold EA; Grouse LH (2002). „Generation and initial analysis of more than 15,000 full-length human and mouse cDNA sequences”. Proc. Natl. Acad. Sci. U.S.A. 99 (26): 16899—903. PMC 139241 . PMID 12477932. doi:10.1073/pnas.242603899.
- A, Zahn; Furlong LI; Biancotti JC (2002). „Evaluation of the proacrosin/acrosin system and its mechanism of activation in human sperm extracts”. J. Reprod. Immunol. 54 (1–2): 43—63. PMID 11839395. doi:10.1016/S0165-0378(01)00080-8.
- Howes E, Pascall JC, Engel W, Jones R (2001). „Interactions between mouse ZP2 glycoprotein and proacrosin; a mechanism for secondary binding of sperm to the zona pellucida during fertilization”. J. Cell. Sci. 114 (Pt 22): 4127—36. PMID 11739644.
- Yudin AI, Vandevoort CA, Li MW, Overstreet JW (1999). „PH-20 but not acrosin is involved in sperm penetration of the macaque zona pellucida”. Mol. Reprod. Dev. 53 (3): 350—62. PMID 10369396. doi:10.1002/(SICI)1098-2795(199907)53:3<350::AID-MRD11>3.0.CO;2-9.
- Nicholas C. Price; Lewis Stevens (1999). Fundamentals of Enzymology: The Cell and Molecular Biology of Catalytic Proteins (Third изд.). USA: Oxford University Press. ISBN 019850229X.
- Eric J. Toone (2006). Advances in Enzymology and Related Areas of Molecular Biology, Protein Evolution (Volume 75 изд.). Wiley-Interscience. ISBN 0471205036.
- Branden C; Tooze J. Introduction to Protein Structure. New York, NY: Garland Publishing. ISBN 0-8153-2305-0.
- Irwin H. Segel. Enzyme Kinetics: Behavior and Analysis of Rapid Equilibrium and Steady-State Enzyme Systems (Book 44 изд.). Wiley Classics Library. ISBN 0471303097.
- William P. Jencks (1987). Catalysis in Chemistry and Enzymology. Dover Publications. ISBN 0486654605.

## Spoljašnje veze
- Acrosin на 